# Продуктивна товща
Продуктивна товща (рос. продуктивная толща; англ. pay section, productive strata, нім. produktive Dicke f, produktive Stärke f, produktive Serie f) – товща осадових відкладів, що містить корисні копалини. Рудоносні, вугленосні, нафто- і газоносні, водоносні відклади, які містять промислові концентрації корисної копалини.